# Cottonwood (Texas)
Cottonwood es una ciudad ubicada en el condado de Kaufman en el estado estadounidense de Texas. En el Censo de 2010 tenía una población de 185 habitantes y una densidad poblacional de 41,53 personas por km².

## Geografía
Cottonwood se encuentra ubicada en las coordenadas 32°28′1″N 96°23′39″O / 32.46694, -96.39417. Según la Oficina del Censo de los Estados Unidos, Cottonwood tiene una superficie total de 4.45 km², de la cual 4.45 km² corresponden a tierra firme y (0%) 0 km² es agua.

## Demografía
Según el censo de 2010, había 185 personas residiendo en Cottonwood. La densidad de población era de 41,53 hab./km². De los 185 habitantes, Cottonwood estaba compuesto por el 94.59% blancos, el 3.78% eran afroamericanos, el 0.54% eran amerindios, el 0% eran asiáticos, el 0% eran isleños del Pacífico, el 1.08% eran de otras razas y el 0% pertenecían a dos o más razas. Del total de la población el 5.95% eran hispanos o latinos de cualquier raza.